# غذا در برابر تغذیه
رقابت غذا در برابر تغذیه (به انگلیسی: Food vs. feed)، رقابت بر سر منابع، مانند سرزمین، بین کشت محصولات کشاورزی برای مصرف انسانی و کشت محصولات برای دام است.
در یک سیستم کشاورزی چرخشی، غذای پسماند (که دیگر توسط انسان قابل خوردن نیست) را می‌توان در اختیار دام قرار داد که به نوبه خود انسان را تغذیه می‌کند.